# PSRX
La PSRX, ufficialmente PSRX Volkswagen Sweden, precedentemente nota come Petter Solberg World Rally Team, è una scuderia automobilistica svedese, fondata da Petter Solberg, campione del mondo rally 2003. Nota soprattutto per aver partecipato al campionato del mondo rally, attualmente compete nel campionato del mondo rallycross, nel quale ha vinto quattro titoli piloti.

## Storia

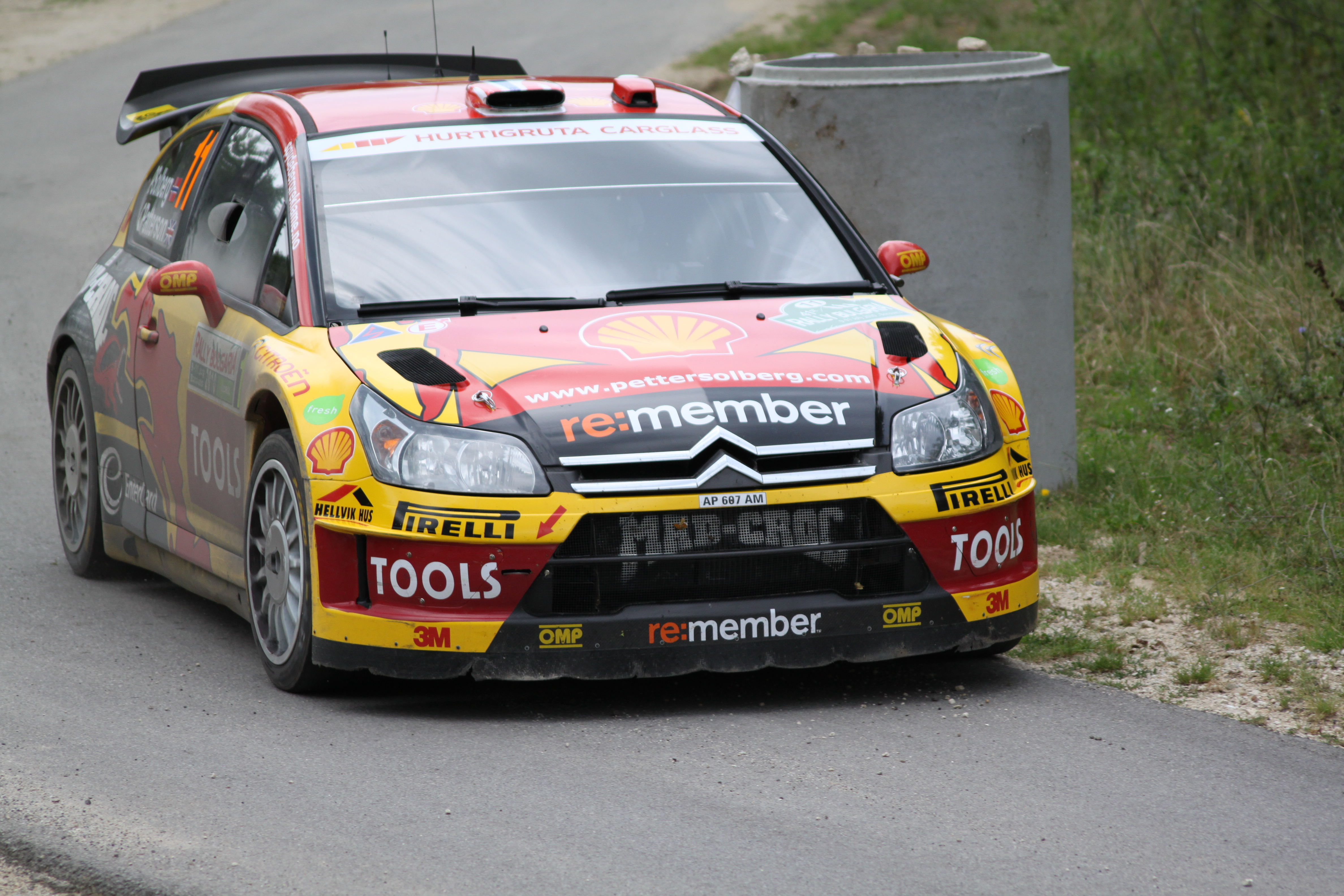
Solberg a bordo della Citroën C4 WRC al rally di Bulgaria

Il team viene fondato agli inizi del 2009 dopo che Solberg rimane senza un posto alla guida di una vettura del mondiale rally, a causa del ritiro definitivo del team Subaru dalle competizioni. Il pilota norvegese, alle porte dell'inizio della stagione 2009 del WRC, convince Ken Rees, ex coordinatore del team Subaru, a partecipare al suo progetto e fondare la sua propria scuderia automobilistica. Petter Solberg entra in possesso di una Citroën Xsara di otto anni prima ed inizia a gareggiare dalla seconda prova del mondiale rally, proprio in casa sua. Sale alla guida di una Citroën C4 WRC per i due rally conclusivi della stagione 2009 ed in seguito mantiene questa vettura per l'intera annata 2010. Il team introduce una seconda auto al rally di Francia, per il pilota francese di gran turismo Yvan Muller che gareggia con una Xsara WRC.
Per la stagione 2011 il team di Petter Solberg decide di utilizzare una Citroën DS3 WRC, e per la prima volta nella sua breve storia viene iscritto per il campionato mondiale costruttori. Questa sarà l'ultima stagione del team: a dicembre dello stesso anno l'annuncio del norvegese di non prendere parte al mondiale 2012 con il team privato.

## Risultati

### Campionato del mondo rally
| Anno | Vettura           | Piloti         | 1     | 2     | 3     | 4       | 5       | 6     | 7       | 8     | 9       | 10    | 11     | 12      | 13      | PP | Punti | PS | Punti |
| ---- | ----------------- | -------------- | ----- | ----- | ----- | ------- | ------- | ----- | ------- | ----- | ------- | ----- | ------ | ------- | ------- | -- | ----- | -- | ----- |
| 2009 | Citroën Xsara WRC | Petter Solberg | IRL   | NOR 6 | CIP 3 | POR 4   | ARG Rit | ITA 3 | GRE Rit | POL 4 | FIN Rit | AUS   |        |         |         | 5° | 35    | –  | –     |
| 2009 | Citroën C4 WRC    | Petter Solberg |       |       |       |         |         |       |         |       |         |       | SPA 4  | GBR 4   |         | 5° | 35    | –  | –     |
| 2010 | Citroën C4 WRC    | Petter Solberg | SVE 9 | MES 2 | GIO 3 | TUR 2   | NZL Rit | POR 5 | BUL 3   | FIN 4 | GER 5   | GIA 2 | FRA 3  | SPA 2   | GBR 2   | 3° | 169   | –  | –     |
| 2010 | Citroën C4 WRC    | Yvan Muller    | SVE   | MES   | GIO   | TUR     | NZL     | POR   | BUL     | FIN   | GER     | GIA   | FRA 42 | SPA     | GBR     | NC | 0     | –  | –     |
| 2011 | Citroën DS3 WRC   | Petter Solberg | SVE 5 | MES 4 | POR 6 | GIO Rit | ITA 3   | ARG 4 | GRE 4   | FIN 5 | GER 5   | AUS 3 | FRA SQ | SPA Rit | GBR Rit | 5° | 110   | 4° | 98    |

### Campionato europeo rallycross
| Anno | Vettura        | Piloti         | 1      | 2     | 3     | 4     | 5      | 6     | 7     | 8     | 9     | PP | Punti |
| ---- | -------------- | -------------- | ------ | ----- | ----- | ----- | ------ | ----- | ----- | ----- | ----- | -- | ----- |
| 2013 | Citroën DS3 RX | Petter Solberg | GBR 10 | POR 3 | UNG 9 | FIN 5 | NOR 13 | SVE 6 | FRA 2 | AUT 6 | GER 6 | 8° | 93    |

### Campionato del mondo rallycross
| Anno | Vettura             | Piloti               | 1      | 2      | 3      | 4      | 5      | 6      | 7      | 8      | 9      | 10     | 11     | 12     | 13     | PP  | Punti | PS | Punti |
| ---- | ------------------- | -------------------- | ------ | ------ | ------ | ------ | ------ | ------ | ------ | ------ | ------ | ------ | ------ | ------ | ------ | --- | ----- | -- | ----- |
| 2014 | Citroën DS3 RX      | Petter Solberg       | POR 1  | GBR 6  | NOR 2  | FIN 10 | SVE 3  | BEL 4  | CAN 1  | FRA 1  | GER 1  | ITA 3  | TUR 6  | ARG 1  |        | 1°  | 267   | 4° | 281   |
| 2014 | Citroën DS3 RX      | Alexander Hvaal      | POR 9  | GBR 17 | NOR 23 | FIN 14 | SVE 15 | BEL NC | CAN    | FRA    | GER    | ITA    | TUR    | ARG    |        | 28° | 14    | 4° | 281   |
| 2014 | Citroën DS3 RX      | Sten Oja             | POR    | GBR    | NOR    | FIN    | SVE    | BEL    | CAN 17 | FRA    | GER    | ITA    | TUR NC | ARG    |        | 56° | 0     | 4° | 281   |
| 2014 | Citroën DS3 RX      | Simone Romagna       | POR    | GBR    | NOR    | FIN    | SVE    | BEL    | CAN    | FRA NC | GER NC | ITA NC | TUR    | ARG    |        | NC  | 0     | 4° | 281   |
| 2014 | Citroën DS3 RX      | Manfred Stohl        | POR    | GBR    | NOR    | FIN    | SVE    | BEL    | CAN    | FRA    | GER    | ITA    | TUR    | ARG 10 |        | 35° | 9     | 4° | 281   |
| 2015 | Citroën DS3 RX      | Petter Solberg       | POR 2  | HOC 1  | BEL 2  | GBR 1  | GER 2  | SVE 6  | CAN 8  | NOR 7  | FRA 2  | SPA 1  | TUR 8  | ITA 3  | ARG 3  | 1°  | 301   | 3° | 336   |
| 2015 | Citroën DS3 RX      | Liam Doran           | POR 15 | HOC 7  | BEL 14 | GBR 17 | GER    | SVE 14 | CAN 15 | NOR 18 | FRA 17 | SPA 18 | TUR 21 | ITA 12 | ARG 15 | 16° | 35    | 3° | 336   |
| 2016 | Citroën DS3 RX      | Petter Solberg       | POR 1  | HOC 4  | BEL 3  | GBR 2  | NOR 4  | SVE 7  | CAN 5  | FRA 4  | SPA 10 | LET 19 | GER 2  | ARG 7  |        | 4°  | 239   | –  | –     |
| 2017 | Volkswagen Polo GTI | Johan Kristoffersson | SPA 6  | POR 3  | HOC 2  | BEL 1  | GBR 2  | NOR 1  | SVE 1  | CAN 1  | FRA 1  | LET 1  | GER 7  | RSA 1  |        | 1°  | 316   | 1° | 544   |
| 2017 | Volkswagen Polo GTI | Petter Solberg       | SPA 4  | POR 6  | HOC 4  | BEL 3  | GBR 1  | NOR 7  | SVE 7  | CAN 2  | FRA 5  | LET 7  | GER 4  | RSA 4  |        | 3°  | 252   | 1° | 544   |
| 2017 | Volkswagen Polo GTI | Dieter Depping       | SPA    | POR    | HOC    | BEL    | GBR    | NOR    | SVE    | CAN    | FRA    | LET    | GER 16 | RSA    |        | 26° | 1     | 1° | 544   |
| 2018 | Volkswagen Polo R   | Johan Kristoffersson | SPA 1  | POR 1  | BEL 5  | GBR 1  | NOR 1  | SVE 1  | CAN 1  | FRA 1  | LET 1  | USA 1  | GER 1  | RSA 1  |        | 1°  | 341   | 1° | 568   |
| 2018 | Volkswagen Polo R   | Petter Solberg       | SPA 5  | POR 3  | BEL 2  | GBR 7  | NOR 3  | SVE 7  | CAN 5  | FRA 3  | LET 7  | USA 2  | GER 5  | RSA 5  |        | 5°  | 227   | 1° | 568   |

### Intercontinental Rally Challenge
| Anno | Vettura           | Piloti         | 1       | 2   | 3   | 4   | 5   | 6   | 7   | 8   | 9   | 10  | 11  | 12  | PP | Punti | PS | Punti |
| ---- | ----------------- | -------------- | ------- | --- | --- | --- | --- | --- | --- | --- | --- | --- | --- | --- | -- | ----- | -- | ----- |
| 2011 | Peugeot 207 S2000 | Petter Solberg | MON Rit | SPA | FRA | UCR | BEL | AZZ | POR | CEC | UNG | ITA | SCO | CIP | NC | 0     | NC | 0     |